# Liceu Salesiano Nossa Senhora Auxiliadora
O Liceu Salesiano Nossa Senhora Auxiliadora, mais conhecido como Liceu, é uma instituição de ensino da Rede Salesiana de Escolas, situado em Campinas. 

## História

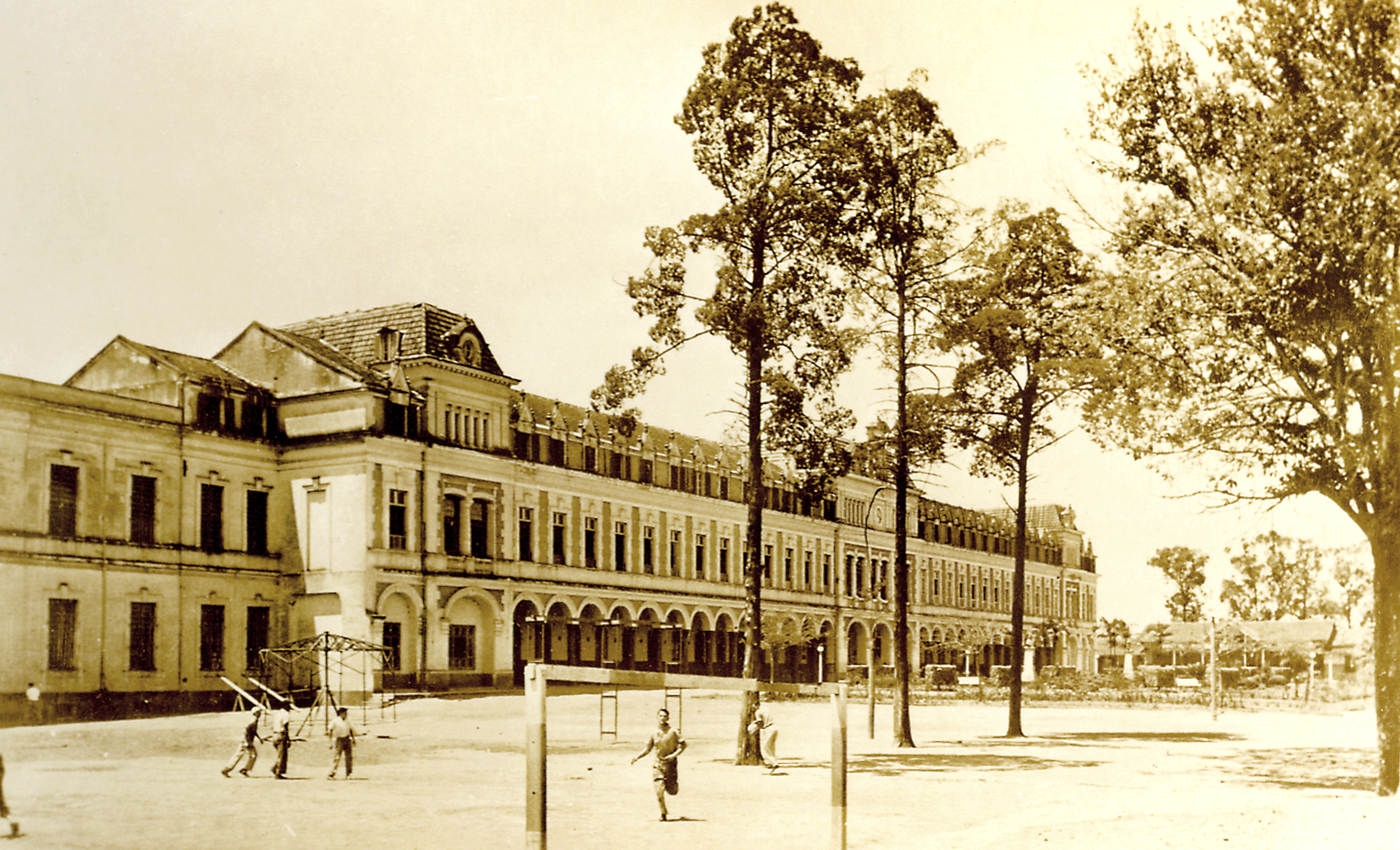
Liceu Nossa Senhora Auxiliadora meados do século XX.

No século XIX, Campinas era assolada por uma epidemia de febre amarela e a sociedade se mobilizou diante deste problema, destacando a figura de Maria Umbelina Alves Couto. Compadecida com as crianças e jovens que perderam seus entes para a epidemia, resolveu criar uma entidade que os acolhessem. Assim começou a angariar recursos financeiros junto a sociedade campineira, conseguindo os benfeitores Geraldo Ribeiro de Sousa Resende e Maria Amélia Barbosa de Oliveira (Barão Geraldo de Resende) e o casal Francisco e Amélia Bueno de Miranda, doadores do terreno onde foram erguidos o colégio e o abrigo.
O colégio foi fundado em 25 de julho de 1897 por Maria Umbelina Alves Couto e Dom João Batista Correia Néri, mais tarde primeiro bispo de Campinas. Foi entregue aos cuidados dos padres salesianos, tornando-se o Lyceo de Artes e Officios Nossa Senhora Auxiliadora.
Em 26 de maio de 1994, foi recebido pelo Conselho de Defesa do Patrimônio Cultural de Campinas - CONDEPACC o pedido de tombamento do imóvel do Liceu, localizado na rua Baronesa Geraldo de Resende. O pedido foi aprovado no processo 33 de 1995, sendo então registrado como um patrimônio cultural da cidade.

## Arquitetura

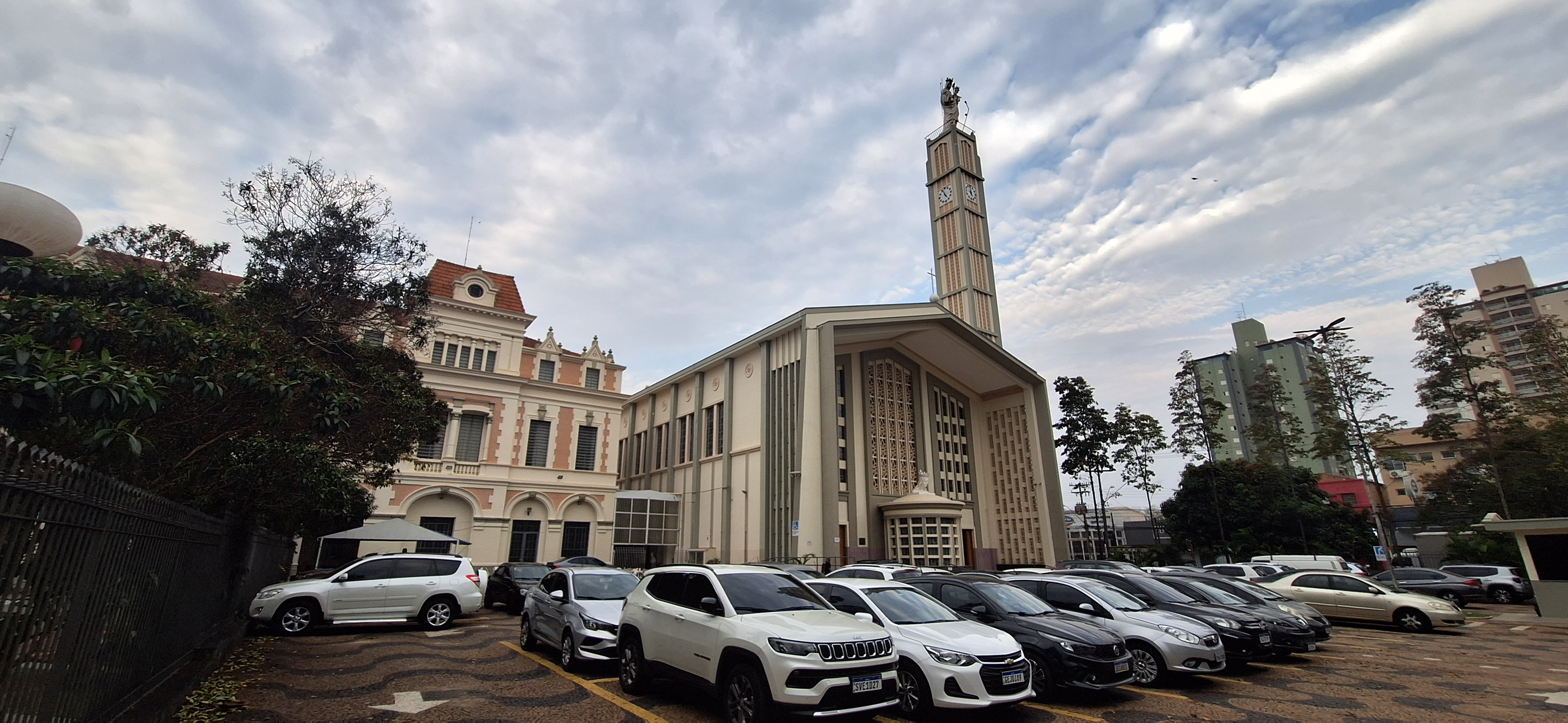
Edifício do Liceu Salesiano Nossa Senhora Auxiliadora

Em um terreno de 43.443 m² no bairro Guanabara, foi inaugurado com um terço do total do edifício existente hoje: o corpo central, a a lateral direita com três andares e o pavimento térreo da lateral esquerda. 
A porta de entrada era precedida por um pórtico, cuja laje era sustentada por quatro pilares com três arcos de estilo romano. Esse pórtico compreendia toda a lateral já edificada, ornado por treze arcadas apoiadas em colunas. O pé direito era alto, em torno de  4,5 metros a 5,5 metros, para evitar o calor.
No último andar do corpo central destaca-se o relógio ofertado pelo Sr. João Engler. O projeto do engenheiro Domingos Delpiano utilizou elementos dos estilos gótico e romano, composição característica do ecletismo predominante na arquitetura do final do século XIX e início do século XX, seguindo construções européias desse período.

## Ensino
A instituição oferece educação infantil, ensino fundamental e ensino médio integral, sendo considerado um dos melhores da cidade devido à sua infra-estrutura, a qual inclui: bibliotecas, ginásio poliesportivo (Coliseu), acesso a computadores e a laboratórios.